# کیریمدیلا
کیریمدیلا (به لاتین: Kirimedilla) یک منطقهٔ مسکونی در سری‌لانکا است که در استان مرکزی (سری‌لانکا) واقع شده‌است.